# Art of Life Records
Art of Life Records is een Amerikaans platenlabel voor jazz, dat zowel nieuw werk als reeds eerder uitgebrachte opnamen uitbrengt. Het werd opgericht door musicus en producer Paul G. Kohler en de eerste plaat van het label was een heruitgave van Experiments with Pops van pianist Gordon Beck. Daarna volgden meer platen van Beck, zowel oud en nieuw, alsook opnamen van bijvoorbeeld Lenny Breau, Tubby Hayes, Bob Mintzer, Bob Rodriguez (onder meer een plaat met Scott Sherwood), Fred Wackenhut, een trio met Danny Thompson, Allan Holdsworth en John Stevens, Tsuyoshi Ichikawa en een trio van Ron Thomas.